# Campeonato Ecuatoriano de Fútbol 2013
De Campeonato Ecuatoriano de Fútbol 2013 was het 55ste seizoen in de hoogste afdeling van het Ecuadoraanse voetbal sinds de oprichting van deze hoogste afdeling in het Zuid-Amerikaanse land. De competitie bestond uit twee delen: de Primera Etapa en de Segunda Etapa, waarna de winnaars van beide competitiehelften streden om de landstitel. Twaalf clubs deden mee aan deze editie. 

## Deelnemende clubs
| Club                    | Stad      | Trainer           | Stadion                    | Capaciteit |
| ----------------------- | --------- | ----------------- | -------------------------- | ---------- |
| Barcelona               | Guayaquil | Rubén Darío Insúa | Monumental Banco Pichincha | 90.283     |
| Deportivo Cuenca        | Cuenca    | Luis Soler        | Alejandro Serrano Aguilar  | 22.000     |
| Deportivo Quito         | Quito     | Fabián Bustos     | Olímpico Atahualpa         | 40.948     |
| El Nacional             | Quito     | Mario Saralegui   | Olímpico Atahualpa         | 40.948     |
| Emelec                  | Guayaquil | Omar Asad         | George Capwell             | 23.461     |
| Independiente del Valle | Sangolquí | Julio Asad        | Général Rumiñahui          | 8.000      |
| LDU de Loja             | Loja      | Homero Valencia   | Federativo Reina del Cisne | 14.935     |
| LDU Quito               | Quito     | Edgardo Bauza     | La Casa Blanca             | 55.400     |
| Manta Fútbol Club       | Manta     | Gabriel Perrone   | Jocay                      | 20.000     |
| CSD Macará              | Ambato    | Christian Gómez   | Bellavista                 | 20.000     |
| CD Quevedo              | Quevedo   | José Mora         | 7 de Octubre               | 16.000     |
| Universidad Católica    | Quito     | Jorge Célico      | Olímpico Atahualpa         | 40.948     |

## Primera Etapa

### Uitslagen
|                  | BAR | QUE | CUE | DEP | ELN | EME | IDV | LOJ | LDU | MAC | MAN | UNI |
| ---------------- | --- | --- | --- | --- | --- | --- | --- | --- | --- | --- | --- | --- |
| Barcelona        |     | 2–0 | 4–0 | 1–0 | 1–0 | 2–0 | 2–5 | 3–1 | 3–0 | 1–0 | 0–0 | 6–2 |
| Dep Quevedo      | 1–1 |     | 0–0 | 4–3 | 1–1 | 0–1 | 1–2 | 2–1 | 0–0 | 2–1 | 3–0 | 1–3 |
| Deportivo Cuenca | 2–0 | 1–1 |     | 2–2 | 1–1 | 0–1 | 2–1 | 1–1 | 0–0 | 2–1 | 0–2 | 1–2 |
| Deportivo Quito  | 1–0 | 4–1 | 5–1 |     | 3–1 | 3–0 | 0–2 | 2–0 | 2–1 | 0–0 | 3–0 | 2–2 |
| El Nacional      | 2–1 | 1–2 | 3–1 | 1–2 |     | 2–1 | 3–0 | 2–1 | 0–1 | 3–1 | 2–1 | 1–2 |
| Emelec           | 0–0 | 2–1 | 3–1 | 1–0 | 2–1 |     | 0–2 | 1–0 | 0–1 | 3–0 | 1–0 | 1–0 |
| Independiente    | 1–1 | 2–1 | 2–1 | 0–0 | 2–1 | 1–1 |     | 2–1 | 1–2 | 3–0 | 3–0 | 1–0 |
| LDU de Loja      | 2–1 | 0–2 | 1–3 | 2–2 | 1–2 | 1–2 | 2–0 |     | 0–0 | 0–0 | 2–2 | 0–2 |
| LDU Quito        | 1–0 | 3–1 | 0–2 | 1–3 | 1–0 | 1–2 | 2–1 | 1–1 |     | 1–0 | 2–0 | 2–1 |
| Macará           | 0–0 | 1–0 | 1–5 | 2–2 | 2–1 | 0–0 | 1–5 | 0–1 | 0–3 |     | 1–0 | 1–1 |
| Manta            | 1–2 | 3–2 | 3–1 | 0–0 | 4–0 | 1–2 | 3–1 | 1–1 | 1–1 | 1–1 |     | 2–2 |
| Universidad C.   | 0–2 | 2–0 | 2–2 | 2–2 | 2–1 | 0–4 | 1–0 | 2–2 | 1–2 | 2–1 | 3–1 |     |

### Eindstand
| №  | Club                        | WG | W  | G | V  | DV | DT | +/– | Punten |
| -- | --------------------------- | -- | -- | - | -- | -- | -- | --- | ------ |
| 1  | Club Sport Emelec           | 22 | 14 | 3 | 5  | 28 | 17 | +11 | 45     |
| 2  | LDU Quito                   | 22 | 12 | 5 | 5  | 26 | 19 | +7  | 41     |
| 3  | CSD Independiente del Valle | 22 | 12 | 3 | 7  | 37 | 25 | +12 | 39     |
| 4  | Deportivo Quito             | 22 | 10 | 8 | 4  | 41 | 24 | +17 | 38     |
| 5  | Barcelona Sporting Club     | 22 | 11 | 5 | 6  | 33 | 19 | +14 | 38     |
| 6  | Universidad Católica        | 22 | 9  | 6 | 7  | 34 | 35 | –1  | 33     |
| 7  | El Nacional                 | 22 | 8  | 2 | 12 | 29 | 33 | –4  | 26     |
| 8  | Deportivo Cuenca            | 22 | 6  | 7 | 9  | 29 | 36 | –7  | 25     |
| 9  | Deportivo Quevedo           | 22 | 6  | 5 | 11 | 26 | 34 | –8  | 23     |
| 10 | Manta FC                    | 22 | 5  | 7 | 10 | 26 | 33 | –7  | 22     |
| 11 | LDU de Loga                 | 22 | 3  | 8 | 11 | 21 | 33 | –12 | 17     |
| 12 | Deportivo Macará            | 22 | 3  | 7 | 12 | 14 | 36 | –12 | 16     |

## Segunda Etapa

### Uitslagen
|                  | BAR | QUE | CUE | DEP | ELN | EME | IDV | LOJ | LDU | MAC | MAN | UNI |
| ---------------- | --- | --- | --- | --- | --- | --- | --- | --- | --- | --- | --- | --- |
| Barcelona        |     | 2–0 | 3–3 | 2–1 | 0–1 | 0–2 | 1–1 | 0–0 | 1–0 | 0–0 | 2–1 | 0–1 |
| Dep Quevedo      | 0–0 |     | 3–1 | 2–0 | 1–0 | 1–3 | 0–3 | 1–1 | 0–0 | 1–0 | 1–0 | 0–2 |
| Deportivo Cuenca | 0–0 | 3–0 |     | 6–1 | 0–0 | 0–0 | 1–3 | 1–0 | 0–3 | 2–0 | 1–1 | 2–2 |
| Deportivo Quito  | 1–2 | 2–1 | 1–1 |     | 0–0 | 2–0 | 1–1 | 2–0 | 0–0 | 3–0 | 1–0 | 2–0 |
| El Nacional      | 0–1 | 2–0 | 2–2 | 0–1 |     | 0–2 | 1–0 | 1–1 | 1–0 | 2–0 | 2–1 | 2–1 |
| Emelec           | 0–0 | 3–1 | 2–0 | 3–0 | 0–2 |     | 1–0 | 0–0 | 0–0 | 2–1 | 4–1 | 7–0 |
| Independiente    | 3–0 | 3–1 | 2–1 | 0–1 | 0–0 | 2–2 |     | 1–0 | 1–0 | 3–0 | 1–1 | 2–2 |
| LDU de Loja      | 3–1 | 1–0 | 2–1 | 4–0 | 1–1 | 0–2 | 2–1 |     | 1–1 | 4–1 | 3–0 | 0–1 |
| LDU Quito        | 2–2 | 3–1 | 2–1 | 1–1 | 0–1 | 1–1 | 2–2 | 2–1 |     | 1–1 | 0–1 | 0–3 |
| Macará           | 2–2 | 2–0 | 1–1 | 0–1 | 1–1 | 0–4 | 2–0 | 1–1 | 1–3 |     | 2–1 | 0–1 |
| Manta            | 0–1 | 1–1 | 1–1 | 3–0 | 1–0 | 0–0 | 2–1 | 2–1 | 1–1 | 1–0 |     | 2–1 |
| Universidad C.   | 3–1 | 2–3 | 3–1 | 0–0 | 1–0 | 2–1 | 2–3 | 2–2 | 1–0 | 1–1 | 3–0 |     |

### Eindstand
| №  | Club                        | WG | W  | G  | V  | DV | DT | +/– | Punten |
| -- | --------------------------- | -- | -- | -- | -- | -- | -- | --- | ------ |
| 1  | Club Sport Emelec           | 22 | 12 | 7  | 3  | 39 | 13 | +26 | 43     |
| 2  | Universidad Católica        | 22 | 11 | 5  | 6  | 34 | 29 | +5  | 38     |
| 3  | CSD Independiente del Valle | 22 | 9  | 7  | 6  | 33 | 23 | +10 | 34     |
| 4  | El Nacional                 | 22 | 9  | 7  | 6  | 19 | 14 | +5  | 34     |
| 5  | Deportivo Quito             | 22 | 9  | 6  | 7  | 21 | 26 | –5  | 33     |
| 6  | Barcelona Sporting Club     | 22 | 7  | 9  | 6  | 21 | 24 | –3  | 30     |
| 7  | LDU de Loga                 | 22 | 7  | 8  | 7  | 28 | 22 | +6  | 29     |
| 8  | Manta FC                    | 22 | 7  | 6  | 9  | 21 | 27 | –6  | 27     |
| 9  | LDU Quito                   | 22 | 5  | 10 | 7  | 22 | 22 | 0   | 25     |
| 10 | Deportivo Cuenca            | 22 | 4  | 10 | 8  | 29 | 32 | –3  | 22     |
| 11 | Deportivo Quevedo           | 22 | 6  | 4  | 12 | 18 | 34 | –16 | 22     |
| 12 | Deportivo Macará            | 22 | 3  | 7  | 12 | 16 | 35 | –19 | 16     |

## Eindstand
| №  | Club                        | WG | W  | G  | V  | DV | DT | +/– | Punten |
| -- | --------------------------- | -- | -- | -- | -- | -- | -- | --- | ------ |
|    | Club Sport Emelec           | 44 | 26 | 10 | 8  | 67 | 30 | +37 | 88     |
| 2  | CSD Independiente del Valle | 44 | 21 | 10 | 13 | 70 | 48 | +22 | 73     |
| 3  | Deportivo Quito             | 44 | 19 | 14 | 11 | 62 | 50 | +12 | 71     |
| 4  | Universidad Católica        | 44 | 20 | 11 | 13 | 68 | 64 | +4  | 71     |
| 5  | Barcelona Sporting Club     | 44 | 18 | 14 | 12 | 54 | 43 | +11 | 68     |
| 6  | LDU Quito                   | 44 | 17 | 15 | 12 | 48 | 41 | +7  | 66     |
| 7  | El Nacional                 | 44 | 17 | 9  | 18 | 48 | 47 | +1  | 60     |
| 8  | Manta FC                    | 44 | 12 | 13 | 19 | 47 | 60 | –13 | 49     |
| 9  | Deportivo Cuenca            | 44 | 10 | 17 | 17 | 58 | 68 | –10 | 47     |
| 10 | LDU de Loga                 | 44 | 10 | 16 | 18 | 49 | 55 | –6  | 46     |
| 11 | Deportivo Quevedo           | 44 | 12 | 9  | 23 | 44 | 68 | –24 | 45     |
| 12 | Deportivo Macará            | 44 | 6  | 14 | 24 | 30 | 71 | –41 | 32     |

|  | Geplaatst voor de Copa Libertadores 2014 en Copa Sudamericana 2014 |
|  | Geplaatst voor de Copa Libertadores 2014                           |
|  | Geplaatst voor de Copa Sudamericana 2014                           |
|  | Gedegradeerd naar de Serie B                                       |

## Statistieken

### Topscorers
- In onderstaand overzicht zijn alleen de spelers opgenomen met elf of meer treffers achter hun naam.

| 1 | Federico Nieto    | Deportivo Quito         | 28 | 5 |
| 2 | Federico Laurito  | Universidad Católica    | 25 | 1 |
| 3 | Andrés Ríos       | Deportivo Cuenca        | 21 | 2 |
| 4 | Junior Sornoza    | Independiente del Valle | 19 | 5 |
| 5 | Christian Márquez | Manta FC                | 15 | 2 |
| 6 | Daniel Angulo     | Independiente del Valle | 12 | 1 |
| 6 | Alex Colón        | Deportivo Quito         | 12 | 0 |
| 6 | Ariel Nahuelpan   | Barcelona SC            | 12 | 4 |
| 9 | Michael Arroyo    | Barcelona SC            | 11 | 3 |
| 9 | Marlon de Jesús   | Emelec                  | 11 | 1 |